# Listă de filme Bollywood din 1998
Aceasta este o listă de filme în limba hindi (Bollywood, industrie cu sediul în Mumbai) din 1998:

## 1998
| Titlu                     | Regizor                 | Distribuție                                                                                  | Gen                            |
| ------------------------- | ----------------------- | -------------------------------------------------------------------------------------------- | ------------------------------ |
| 1947 Earth                | Deepa Mehta             | Aamir Khan, Rahul Khanna, Nandita Das                                                        | Social                         |
| 2001: Do Hazaar Ek        | Raj N. Sippy            | Jackie Shroff, Dimple Kapadia, Tabu                                                          | Crime, Drama, Mystery          |
| Aakrosh                   | Lateef Binny            | Sunil Shetty, Shilpa Shetty                                                                  | Action, Crime, Drama, Thriller |
| Achanak                   | Naresh Malhotra         | Govinda, Manisha Koirala, Paresh Rawal                                                       | Drama                          |
| Ajnabi Saaya              | Prasun Bannerjee        | Mithun Chakraborthy, Aditya Pancholi, Shakti Kapoor, Pratibha Sinha                          | Horror                         |
| Angaaray                  | Mahesh Bhatt            | Akshay Kumar, Akkineni Nagarjuna, Pooja Bhatt, Sonali Bendre                                 | Action                         |
| Aunty No. 1               | Kirti Kumar             | Govinda, Raveena Tandon, Kader Khan, Harish Kumar                                            | Comedy                         |
| Bade Miyan Chote Miyan    | David Dhawan            | Amitabh Bachchan, Govinda, Raveena Tandon                                                    | Comedy                         |
| Badmaash                  | Goutam Pawar            | Jackie Shroff, Shilpa Shirodkar, Pran                                                        | Action                         |
| Bandhan                   | Murali Mohan            | Salman Khan, Rambha, Jackie Shroff                                                           | Action                         |
| Barsaat Ki Raat           | Bharat Kapoor           | Deepshika, Dharmendra, Dinesh Hingoo                                                         | Musical                        |
| Bombay Boys               | Kaizad Gustad           | Tara Deshpande, Naveen Andrews, Rahul Bose, Alexander Gifford, Naseeruddin Shah, Roshan Seth | Comedy, Drama                  |
| China Gate                | Rajkumar Santoshi       | Samir Soni, Mamta Kulkarni, Amrish Puri, Om Puri, Urmila Matondkar                           | Social, War, Action            |
| Chhota Chetan             | Jijo Punnoose           | Urmila Matondkar, Dalip Tahil, Satish Kaushik                                                |                                |
| Dahan                     | Rituparno Ghosh         | Shakuntala Barua, Abhishek Chatterjee, Subhendu Chatterjee                                   | Drama                          |
| Dand Nayak                | Sikander Bharti         | Manek Bedi, Ayesha Jhulka, Bharat Kapoor                                                     | Action                         |
| Deewana Hoon Pagal Nahi   | Mohanjee Prasad         | Rakesh Bedi, Laxmikant Berde, Vikas Bhalla                                                   | Drama, Family, Action, Comedy  |
| Devta                     | Jagdish A Sharma        | Mithun Chakraborty, Aditya Pancholi, Ayushi, Payal Malhotra,                                 | Action                         |
| Dhoondte Reh Jaaoge       | Kumar Bhatia            | Tinnu Anand, Prem Chopra, Dinesh Hingoo                                                      | Comedy, Drama, Family, Romance |
| Dil Se..                  | Mani Ratnam             | Shahrukh Khan, Manisha Koirala, Preity Zinta                                                 | Drama                          |
| Do Numbri                 | T L V Prasad            | Mithun Chakraborty, Sneha                                                                    |                                |
| Doli Saja Ke Rakhna       | Priyadarshan            | Akshaye Khanna, Jyothika                                                                     | Romance, Drama                 |
| Dulhe Raja                | Harmesh Malhotra        | Govinda, Raveena Tandon                                                                      | Comedy                         |
| Duplicate                 | Mahesh Bhatt            | Shahrukh Khan, Juhi Chawla, Sonali Bendre                                                    | Comedy                         |
| Dushman                   | Tanuja Chandra          | Kajol, Sanjay Dutt, Ashutosh Rana                                                            | Thriller                       |
| Ganga Ki Kasam            | T L V Prasad            | Deepti Bhatnagar, Mithun Chakraborthy, Jackie Shroff                                         | Drama                          |
| Ghar Bazar                | D.S. Azad               | Mumtaz Begum, Shail Chaturvedi, Gulshan Grover                                               | Action, Crime, Drama           |
| Gharwali Baharwali        | David Dhawan            | Anil Kapoor, Raveena Tandon, Rambha                                                          | Comedy                         |
| Ghulam                    | Vikram Bhatt            | Aamir Khan, Rani Mukerji                                                                     | Action, Drama                  |
| Gunda                     | Kanti Shah              | Mithun Chakraborty, Verna Raj, Ishrat Ali                                                    | Action, Comedy                 |
| Hafta Vasuli              | Deepak Balraaj Vij      | Jackie Shroff, Aditya Pancholi, Ayub Khan                                                    |                                |
| Haste Haste               | Kalidas                 | Asrani, Vikram Gokhale, Rohini Hattangadi                                                    | Comedy                         |
| Hatyara                   | T L V Prasad            | Mithun Chakraborty, Suman Ranganathan                                                        |                                |
| Hazaar Chaurasi Ki Maa    | Govind Nihalani         | Jaya Bachchan, Anupam Kher, Seema Biswas                                                     | Drama                          |
| Hero Hindustani           | Aziz Sejawal            | Arshad Warsi, Namrata Shirodkar, Parmeet Sethi, Kader Khan                                   | Romance                        |
| Himmatwala                | Jayant Gillator         | Mithun Chakraborty, Ayesha Jhulka                                                            | Action                         |
| Hitler                    | T L V Prasad            | Mithun Chakraborty, Shilpa Shirodkar, Deepti Bhatnagar                                       | Crime                          |
| Humse Badhkar Kaun        | Deepak Anand            | Sunil Shetty, Saif Ali Khan, Sonali Bendre                                                   | Action, Comedy                 |
| Hyderabad Blues           | Nagesh Kukunoor         | Nagesh Kukunoor, Rajshri Nair                                                                | Social                         |
| Iski Topi Uske Sarr       | Raju Mavani             | Sharad Kapoor, Mukul Dev, Divya Dutta, Prem Chopra                                           | Action, Crime, Drama           |
| Jaane Jigar               | Arshad Khan, Talat Jani | Jackie Shroff, Ayub Khan, Mamta Kulkarni                                                     | Comedy, Drama, Family          |
| Jab Pyaar Kisise Hota Hai | Deepak Sareen           | Salman Khan, Twinkle Khanna                                                                  | Drama                          |
| Jeans                     | S. Shankar              | Prashanth, Aishwarya Rai                                                                     | Romance                        |
| Jhooth Bole Kauwa Kaate   | Hrishikesh Mukherjee    | Anil Kapoor, Juhi Chawla, Amrish Puri                                                        | Drama, Comedy, Family, Romance |
| Kalicharan                | Imran Khalid            | Monica Bedi, Dharmendra                                                                      | Action                         |
| Kabhi Na Kabhi            | Priyadarshan            | Jackie Shroff, Anil Kapoor, Pooja Bhatt                                                      | Action, Crime, Romance         |
| Kareeb                    | Vidhu Vinod Chopra      | Bobby Deol, Neha                                                                             | Romance, Drama                 |
| Keemat – They Are Back    | Sameer Malkan           | Akshay Kumar, Saif Ali Khan, Sonali Bendre, Raveena Tandon                                   | Action                         |
| Khote Sikkey              | Partho Ghosh            | Ayub Khan, Madhoo, Atul Agnihotri                                                            | Crime                          |
| Kuch Kuch Hota Hai        | Karan Johar             | Shahrukh Khan, Kajol, Rani Mukerji, Salman Khan                                              | Drama, Romance                 |
| Kudrat                    |                         | Aruna Irani, Kader Khan, Akshaye Khanna                                                      |                                |
| Maharaja                  | Anil Sharma             | Govinda, Manisha Koirala, Raj Babbar                                                         | Drama                          |
| Major Saab                | Tinnu Anand             | Amitabh Bachchan, Ajay Devgan, Sonali Bendre                                                 | Action, Drama, Romance         |
| Main Solah Baras Ki       | Dev Anand               | Dev Anand, Neeru Bajwa, Jas Arora                                                            |                                |
| Maut                      | Jeetu                   | Sapna, Raj Premi, Shabbir                                                                    | Horror                         |
| Mehndi                    | Hamid Ali Khan          | Rani Mukerji, Faraaz Khan                                                                    | Drama                          |
| Mere Do Anmol Ratan       | K. Ravi Shankar         | Arshad Warsi, Namrata Shirodkar, Mukul Dev, Reema Lagoo                                      | Drama                          |
| Military Raaj             | Sanjay Sharma           | Mithun Chakraborty, Pratibha Sinha, Pooja Bedi, Aditya Pancholi                              |                                |
| Miss 420                  | Akashdeep               | Baba Sehgal, Sheeba                                                                          | Romance                        |
| Mohabbat Aur Jung         | Hameed Alam             | Aparajita, Mohnish Bahl, Rakesh Bedi                                                         | Action                         |
| Pardesi Babu              | Manoj Agrawal           | Govinda, Raveena Tandon, Shilpa Shetty                                                       | Action, Comedy, Drama          |
| Phool Bane Patthar        | Ambrish Sangal          | Mohnish Bahl, Indrani Banerjee, Rakesh Bedi                                                  |                                |
| Prem Aggan                | Feroz Khan              | Fardeen Khan, Meghna Kothari, Sameer Malhotra                                                | Romance                        |
| Pyaar Kiya To Darna Kya   | Sohail Khan             | Salman Khan, Kajol, Arbaaz Khan                                                              | Comedy, Romance                |
| Pyaar To Hona Hi Tha      | Anees Bazmee            | Ajay Devgan, Kajol                                                                           | Romance                        |
| Qila                      | Umesh Mehra             | Dilip Kumar, Rekha, Mukul Dev, Mamta Kulkarni                                                | Thriller                       |
| Saat Rang Ke Sapne        | Priyadarshan            | Arvind Swamy, Juhi Chawla                                                                    | Drama, Romance                 |
| Saaz                      | Sai Paranjpye           | Shabana Azmi, Zakir Hussain, Aruna Irani                                                     | Drama                          |
| Saazish                   | Sudhir R. Nair          | Mithun Chakraborty, Pooja Batra                                                              | Action                         |
| Salaakhen                 | Guddu Dhanoa            | Sunny Deol, Raveena Tandon, Amrish Puri                                                      | Action                         |
| Sar Utha Ke Jiyo          | Sikander Bharti         | Naseeruddin Shah, Madhoo, Manek Bedi                                                         | Action, Romance                |
| Satya                     | Ram Gopal Varma         | J. D. Chakravarthy, Urmila Matondkar, Manoj Bajpai                                           | Action                         |
| Sham Ghansham             | Ashok Ghai              | Raakhee, Chandrachur Singh, Arbaaz Khan                                                      | Drama                          |
| Sher Khan                 | Ambrish Sangal          | Rita Bhaduri, Dharmendra                                                                     |                                |
| Soldier                   | Abbas-Mustan            | Bobby Deol, Preity Zinta                                                                     | Romance, Action, Thriller      |
| Tirchhi Topiwale          | Nadeem Khan             | Inder Kumar, Chunky Pandey, Monica Bedi                                                      | Comedy, Drama                  |
| Train to Pakistan         | Pamela Rooks            | Nirmal Pandey, Rajit Kapur, Divya Dutta                                                      | Drama, War                     |
| Ustadon Ke Ustad          | T L V Prasad            | Mithun Chakraborty, Jackie Shroff, Madhoo                                                    |                                |
| Vinashak - Destroyer      | Ravi Deewan             | Sunil Shetty, Raveena Tandon                                                                 | Action                         |
| Wajood                    | N. Chandra              | Madhuri Dixit, Nana Patekar                                                                  | Drama                          |
| Yamraaj                   | Rajiv Babbar            | Mithun Chakraborty, Jackie Shroff, Sneha, Mink Singh                                         |                                |
| Yugpurush                 | Partho Ghosh            | Nana Patekar, Jackie Shroff, Manisha Koirala                                                 | Drama                          |
| Zakhm                     | Mahesh Bhatt            | Ajay Devgan, Sonali Bendre, Pooja Bhatt, Akkineni Nagarjuna                                  | Nadeem-Shravan                 |
| Zanjeer                   | Yusuf Bhat              | Aditya Pancholi, Sakshi Shivanand, Monica Bedi, Shakti Kapoor, Satish Kaul                   | Action                         |
| Zor                       | Sangeeth Sivan          | Sunny Deol, Sushmita Sen                                                                     | Action, Crime, Drama           |
| Zulm-O-Sitam              | K. C. Bokadia           | Mahesh Anand, Vikas Anand, Kishore Anand Bhanushali                                          | Action                         |